# Stéphane Chapuisat
Stéphane Chapuisat, född den 28 juni 1969 i Lausanne, är en schweizisk före detta fotbollsspelare. Chapuisat har vunnit Champions League med Borussia Dortmund, och har spelat i VM 1994 med Schweiz landslag. Totalt har han gjort 103 landskamper och 21 mål för landslaget.

## Karriär
Chapuisat spelade i Malley och Lausanne innan han flyttade till tyska Bayer Uerdingen i januari 1991. Samma sommar skrev han på för Borussia Dortmund. Under sin första säsong gjorde han 20 mål och kom tvåa i skytteligan efter Fritz Walter i VfB Stuttgart. Med Dortmund skulle han vinna Bundesliga två gånger och dessutom Champions League 1996/97. När Chapuisat lämnade Dortmund 1999 hade han gjort 102 ligamål för klubben.
Efter sin framgångsrika period i Borussia Dortmund så vände Chapuisat hem till Schweiz för spel med Grasshopper 1999, där han stannade i tre säsonger. Säsongen 2000/01 vann han Schweiziska superligan och gjorde 21 mål på 24 matcher. Han spelade även i Young Boys innan han avslutade karriären i Lausanne. I november 2003 blev han utsedd till den Schweiz bästa fotbollsspelare de senaste 50 åren av Uefa.

## Meriter
Borussia Dortmund
- Bundesliga: 1995, 1996
- DFL-Supercup: 1995, 1996
- Champions League: 1997
- Interkontinentala cupen: 1997

Grasshopper
- Schweiziska superligan: 2001